# 아우디
아우디(독일어: Audi AG)는 독일의 자동차 제조사이자 폭스바겐 AG의 자회사이다. 1909년 7월 16일 아우구스트 호르히가 독일 서부의 주인 노르트라인베스트팔렌주의 쾰른에서 설립하였다.

## 역사

### 아우디의 기원

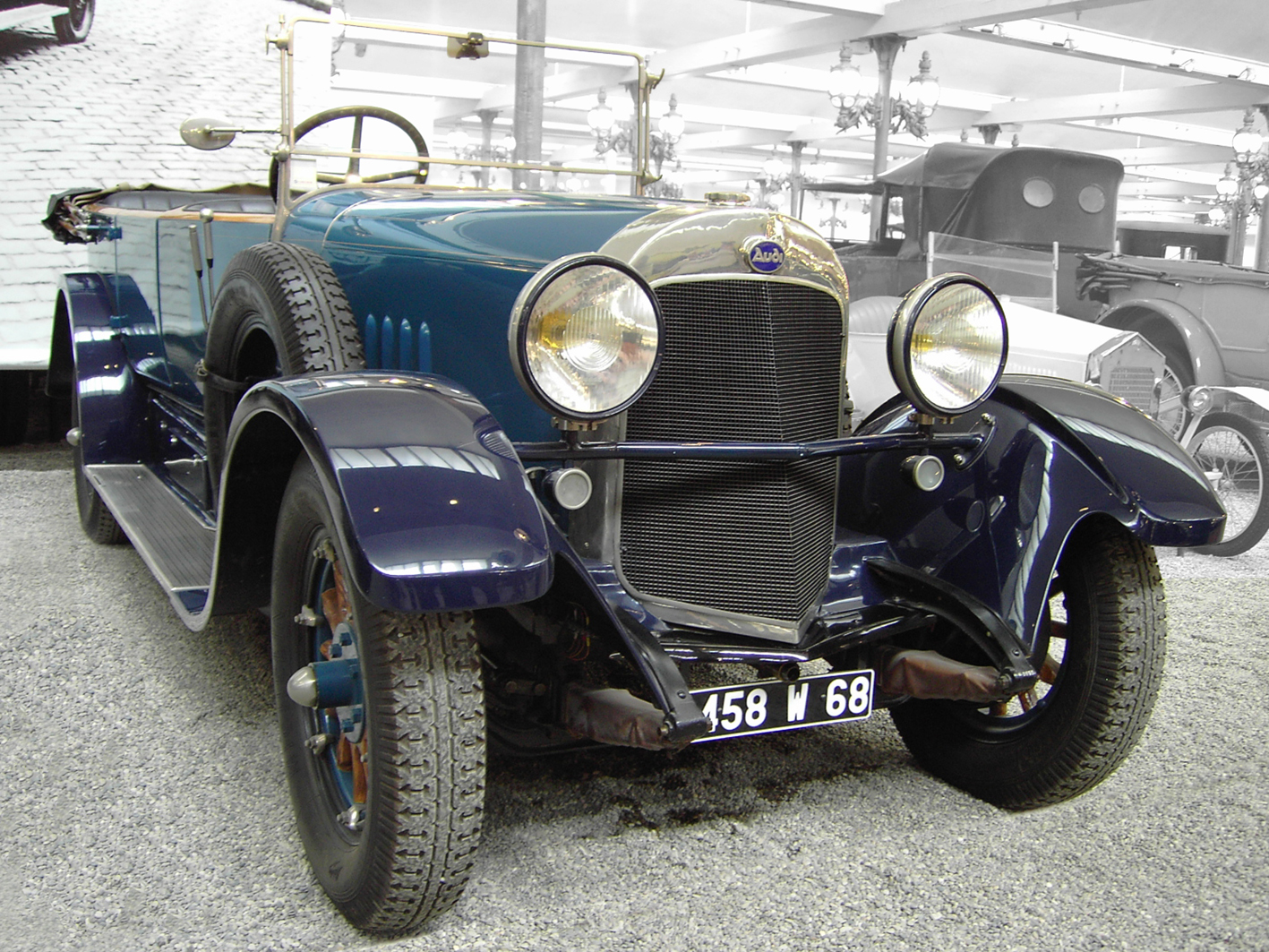
타입 E

1899년 11월 14일 아우구스트 호르히는 쾰른에서 호르히(A. Horch & Cie)사를 설립해 1901년 첫 번째 모델인 호르히 자동차를 츠비카우(Zwickau)에서 생산했다. 1904년 주식회사로 회사를 공개한 호르히는 1910년 다른 경영진과의 마찰로 그가 설립한 회사에서 쫓겨나고 두 번째 회사를 호르히라는 이름으로 다시 시작했으나 그의 이전 동업자들은 그를 상표법 위반으로 고소하고, 독일 법정은 호르히라는 이름을 사용하지 말라는 선고를 내렸다. 아우구스트 호르히는 그의 성(family name)을 회사 이름에 사용하는 것을 포기하고 새로운 이름을 물색하였고, 아우구스트 호르히는 아우디 알테람 파르템에서, '듣다'의 라틴어인 아우디(audi)를 대신 회사 이름으로 사용했다. 아우디는 아우토 우니온 독일 잉골슈타트(Auto Union Deutschland Ingolstadt)를 의미하는 뜻으로도 사용되었다. 아우디는 배기량 2,612cc 모델로 시작하여 4기통 3,564cc, 4,680cc, 그리고 5,720cc 모델을 생산해 내었고, 이 자동차들은 자동차 경주 대회에서 성공을 거두었으나 아우구스트 호르히는 1920년 아우디를 떠났다. 첫 번째 4,655cc 6기통 모델은 1924년 발표되었고, 1924년에 아우디는 데카베(DKW)의 소유주인 요르겐 라스무센(Jorgen Skafte Rasmussen)에 인수되었다. 요르겐 라스무센은 같은 해 6기통 엔진 장비를 리켄배커(Rickenbacker)로부터 사들여 아우디 츠비카우(Audi Zwickau)와 아우디 드레스덴(Audi Dresden) 모델을 1929년 발표했다. 동시에 6기통과 푸조에서 사용권을 사 온 4기통 모델도 생산했다. 당시 아우디에서 생산하는 자동차들은 특이한 차체를 가진 고급 자동차들이었다. 또한 벤츠 자동차와 경쟁을 하게 된다.

### 아우토 우니온(Auto Union) 시대
1932년 6월 29일, 당시 독일 작센주에 위치했던 아우디, 데카베(DKW), 호르히 그리고 반더러(Wanderer)는 합병하여 아우토 우니온(Auto Union AG)이란 이름으로 켐니츠(Chemnitz)에서 새 출발을 하게 된다. 아우토 우니온은 네개의 회사를 뜻하는 네개의 겹친 원을 사용하였지만, 이 배지(badge)는 경주용 자동차에만 사용하였고, 각자의 이름과 엠블런(emblem)을 계속해서 사용했다. 아우토 우니온은 합병의 결과로 모터 사이클부터 고급 살롱까지 많은 제품군을 확보하게 되었고, 기술적 발전은 계속되어 몇몇의 아우디 자동차 모델은 호르히나 반더러에서 만든 엔진을 탑재하기도 했다.

### 정체기와 새로운 시작

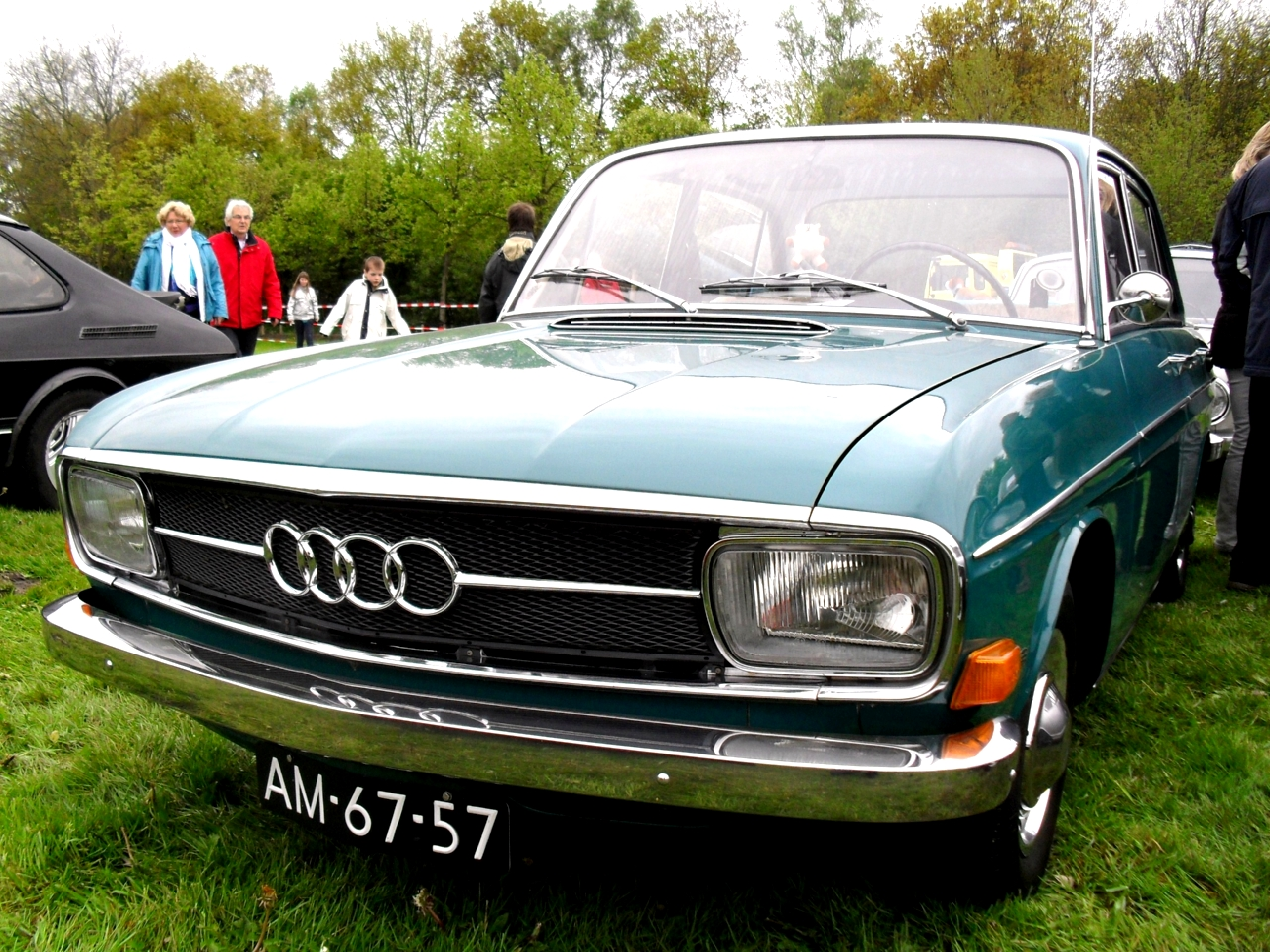
60

제2차 세계 대전이 발발하고 연합군의 공세가 시작됨에 따라 아우토 우니온의 공장들은 폭격으로 인해 거의 파손되었다. 게다가 전쟁 후에는 공장이 있었던 츠비카우(Zwickau)가 동독의 영토가 되면서 아우토 우니온은 1949년 바이에른주의 잉골슈타트(Ingolstadt)로 이전하였다. 1958년에는 다임러-벤츠(Daimler-Benz)가 아우토 유니온 주식의 88퍼센트(%)을 취득하였고, 이듬해 나머지 주식도 모두 인수하여 아우토 우니온의 소유주가 되었다. 다임러-벤츠는 72마력의 전륜구동의 4행정 4도어 세단을 개발했다. 이 모델은 1965년 9월 발표되었으나 나중에 아우디 브랜드 이름으로 아우디 72 모델로 재발표되었다. 다임러-벤츠는 아우토 우니온을 1964년 폭스바겐에 팔았다. 폭스바겐은 아우토 유니온을 인수함으로써 수냉식 자동차 제조 기술을 얻어 이 분야의 선두 주자가 되었다. 1969년에 아우디는 슈투트가르트(Stuttgart) 근처의 네카줄름(Neckarsulm)에 있던 NSU와 합병한다. NSU는 1950년대에 세계에서 가장 큰 모터사이클 생산 회사였지만, 모터사이클 사업에서의 손실을 만회하고자 NSU 프린쯔(NSU Prinz)와 같은 소형차를 생산하여 크게 성공한다. NSU 프린쯔의 성공 이 후 NSU는 펠릭스 방켈(Felix Wankel)의 아이디어에 따라 로터리 엔진을 집중 연구하여, 1967년 NSU Ro 80 모델을 발표한다. 이 모델은 공기역학(aerodynamics) 디자인이 적용되었고, 가벼운 차량 중량, 안정성 등등을 따져 볼 때 시대를 앞서가는 모델이었다. 그러나 초기 로터리 엔진을 바라보는 시장의 신뢰성 문제로 인해 회사는 어려움을 겪게 되고 결국 폭스바겐에 인수되어 아우디와 합병하게 된다. NSU가 생산을 계속했던 중형차 NSU K70은 NSU 프린스 모델과 NSU Ro 80의 중간 쯤에 위치한 모델이었다. 그러나 폭스바겐은 이를 자신의 제품군에 포함시킴으로써 더 이상의 NSU 브랜드는 사용되지 않았다.

### 현재

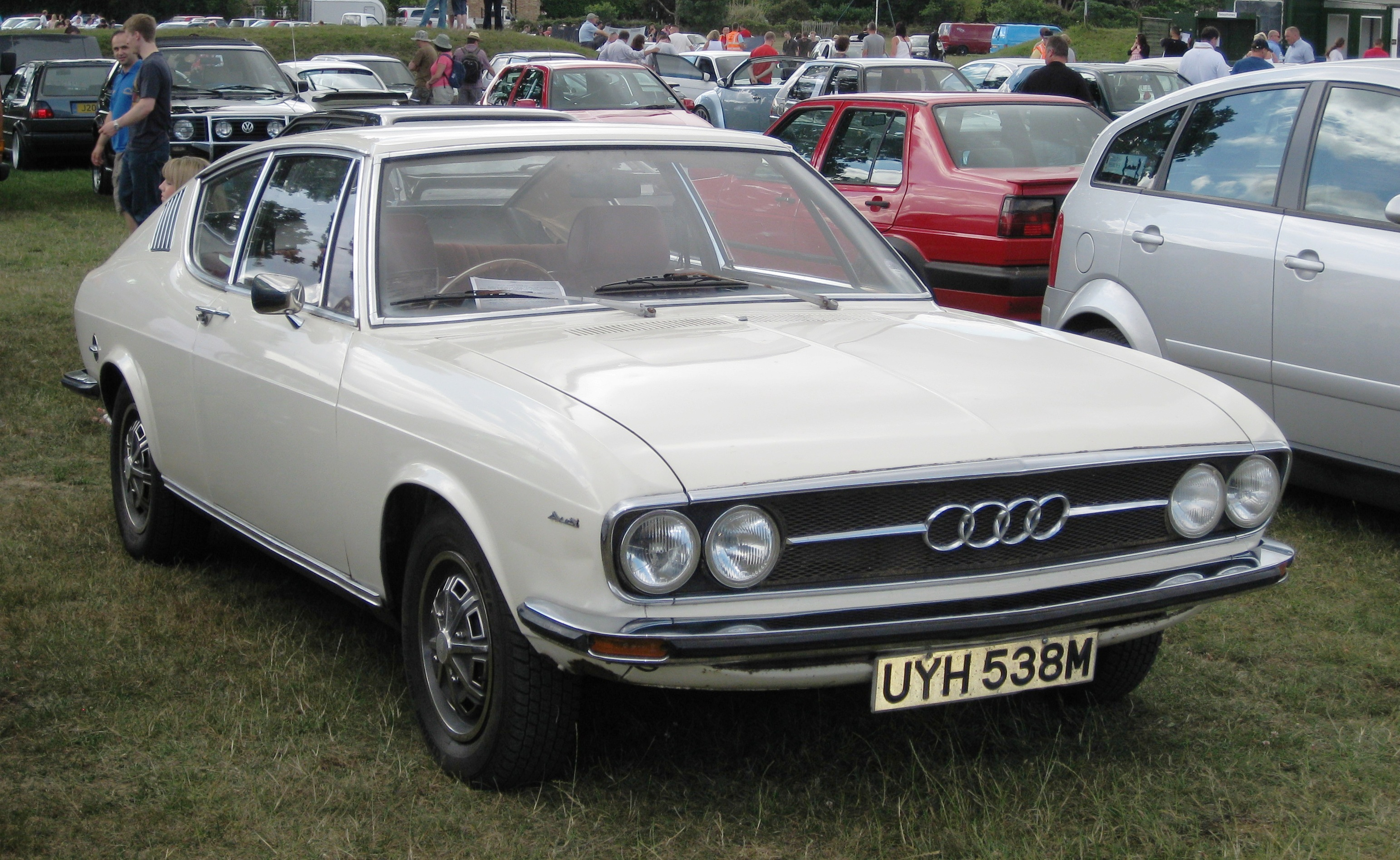
100

현대에서의 첫 번째 아우디 모델은 1968년에 발표된 아우디 100(A6의 시초)이다. 이 모델은 곧바로 1972년에 발표된 아우디 80/Fox(1973년 폭스바겐 파사트의 기본이 됨)과 클라우스 루테가 디자인하여 1974년에 발표된 아우디 50(50의 출시 6개월 후 폭스바겐 폴로로 발표됨)에 차용되었다. 이 시기의 아우디는 보수적인 이미지를 가지고 있었다. 그래서 차대(車臺, chassis) 설계자인 외르크 벤싱거(독일어: Jörg Bensinger)의 제안을 받아들여 폭스바겐의 군용 차량 일티스(lltis)에 사용되었던 사륜구동 기술을 가져와 고성능 자동차와 랠리 경주용 자동차를 개발했다. 그 때 아우디는 잉골슈타트에서 일티스를 생산하기도 했다. 이 고성능 자동차는 중앙 차동장치(center differential)를 통한 사륜구동이었고, 터보차저를 장착한 쿠페로, '콰트로'(라틴어: Quattro, 4)란 이름이 붙여졌다. 나중에 'Ur-Quattro'(여기서 'Ur'은 원조라는 독일 접두사이다)로 지칭되는 이 고성능 자동차는 많이 생산되지는 못했지만, 1981년 스웨덴에서 열린 랠리 자동차 경주에서 크게 주목을 받으며 우승을 하게 된다. 이 우승으로 아우디는 사륜구동 경주용 자동차의 가능성을 증명했고, 자동차 기술에 있어서 기술 선도 업체라는 이미지를 가지게 된다. 1986년, 파사트(Passat)에 기반을 둔 아우디 80(A4의 시초)이 '할아버지 자동차'라는 이미지로 개발을 시작하면서 아우디 타입 89가 발표되었다. 이 자동차는 완전히 새로 개발되어 무척 잘 판매되었지만, 현대적이고 역동적인 외관은 오히려 엔진의 성능이 약하고, 기본 패키지 사양이 약할 것이라는 잘못된 인식을 소비자에게 심어 주었다. 1987년 아우디는 여러 가지 기능을 포함하면서도 새롭고 매우 우아한 아우디 90을 공개한다. 그러나 몇 가지 기본 생산 공정의 문제가 표면화 되기 시작했다. 특히 미국의 시사 고발 프로그램 60분 (프로그램)(60 Minutes)에서 아우디가 급발진(unintended acceleration)으로 고민한다는 소문을 보도했다. 60분의 이 보도는 운전자가 브레이크 페달을 밟았을 때 자동차가 가속되었다는 소비자 보고서에 근거를 둔 것이었지만, 다른 조사기관에서는 브레이크 페달과 가속 페달이 너무 가까이 붙어 있어서 발생한 문제로 결론을 내렸었다. 미국 자동차와는 달리 아우디의 자동차는 두 페달이 가깝게 붙어 있고, 주의깊게 사용하지 않으면 두 페달을 구별할 수 없게 된다는 것이었다. 이러한 문제는 수동변속기가 광범위하게 사용되던 유럽에서는 별 문제가 되지 않았던 문제였다. 60분의 이 보도 후 아우디는 보도되었던 모델명을 바꾸기까지 했지만, 판매량은 급감하기 시작했다. 아우디는 미국 시장에서 철수하는 것을 심각하게 고려하게 되었다. 그러나 1996년 새로운 A4를 시작으로 A6/A8 시리즈가 발표되면서, 미국 시장에 대한 판매량이 회복되기 시작했다. 아우디는 유럽 시장에서 급격하게 성장하고 있다. 또한 최정상급 품질의 자동차 제조회사로서 명성을 구가하고 있다. 2004년 전 세계적으로 779,441대를 판매하면서 판매량에서 11위로 급상승했다. 가장 많이 판매한 곳은 서유럽(+19.3퍼센트)이었고 아프리카(+19.3퍼센트), 그리고 중동(+58.5퍼센트)이었다. 또한 2005년 3월 인도에서 두 곳에 대리점 계약을 체결하면서 이 지역에서의 판매량도 증가하고 있다. 아우디 브랜드는 2003년 이전까지는 메르세데스-벤츠나 BMW와 같은 위치에 오르지 못했지만, 2003년 이후 새로운 A4와 2004년 A6을 발표하면서 품질에 대한 아우디의 노력은 여러 자동차 비평가들로부터 호평을 받으며 마침내 빛을 보기 시작한다. 아우디는 2006년과 2007년에 발표한 경량 스포츠카 TT와 람보르기니 가야르도 기반의 슈퍼카 R8로 인해 뛰어난 디자인을 가지고 있는 브랜드로 평가받게 되며 2006년 아우디 TT, 2007년 R8 각각 두 차량이 올해의 가장 뛰어난 디자인을 가진 자동차로 선정되어 세계에 뛰어난 자동차 브랜드라는 명성을 알리게 된다. 여기서 아우디 R8에는 세계 최초로 자동차 헤드라이트와 테일램프에 상·하 LED 주간 주행등을 적용했는데 이 LED 주간 주행등은 아우디의 패밀리 룩인 싱글 프레임 라디에이터 그릴과 함께 이후에 출시된 B8형 A4 및 A5에도 확대되는 등 현재까지 아우디만의 독특한 스타일을 만들어낸 아이콘으로 자리잡게 되었다. 2008년 아우디는 A3, 뉴 A4, Q5, TTS, A6 시리즈의 페이스리프트 등의 새로운 모델들을 내세워 충실한 라인업을 구축하고 2008년 목표였던 100만 대 판매량 도달과 동시에 자동차 업계 역사상 최초로 13년 연속 성장세를 보여 세계적으로 주목을 받았음은 물론 자국 독일에서 경쟁사인 벤츠와 BMW보다도 많은 판매량을 보였다. 2009년 기준으로 나쁜 경제 상황 속에서도 아우디는 더욱 다양한 컨셉트카들과 모델들을 내세우며 홀로 꾸준한 성장 상승세를 보여 최정상급 자동차 제조회사의 위치에 서게 되었다. 자회사로는 고성능 모델 생산을 담당하는 콰트로 GmbH와 이탈리아의 슈퍼카 제조업체인 람보르기니가 있다. 2015년에 아우디에서도 폭스바겐 차량들처럼 배기가스 조작이 일어난 것으로 밝혀져 파장이 일고 있다.

## 자동차 경주 대회

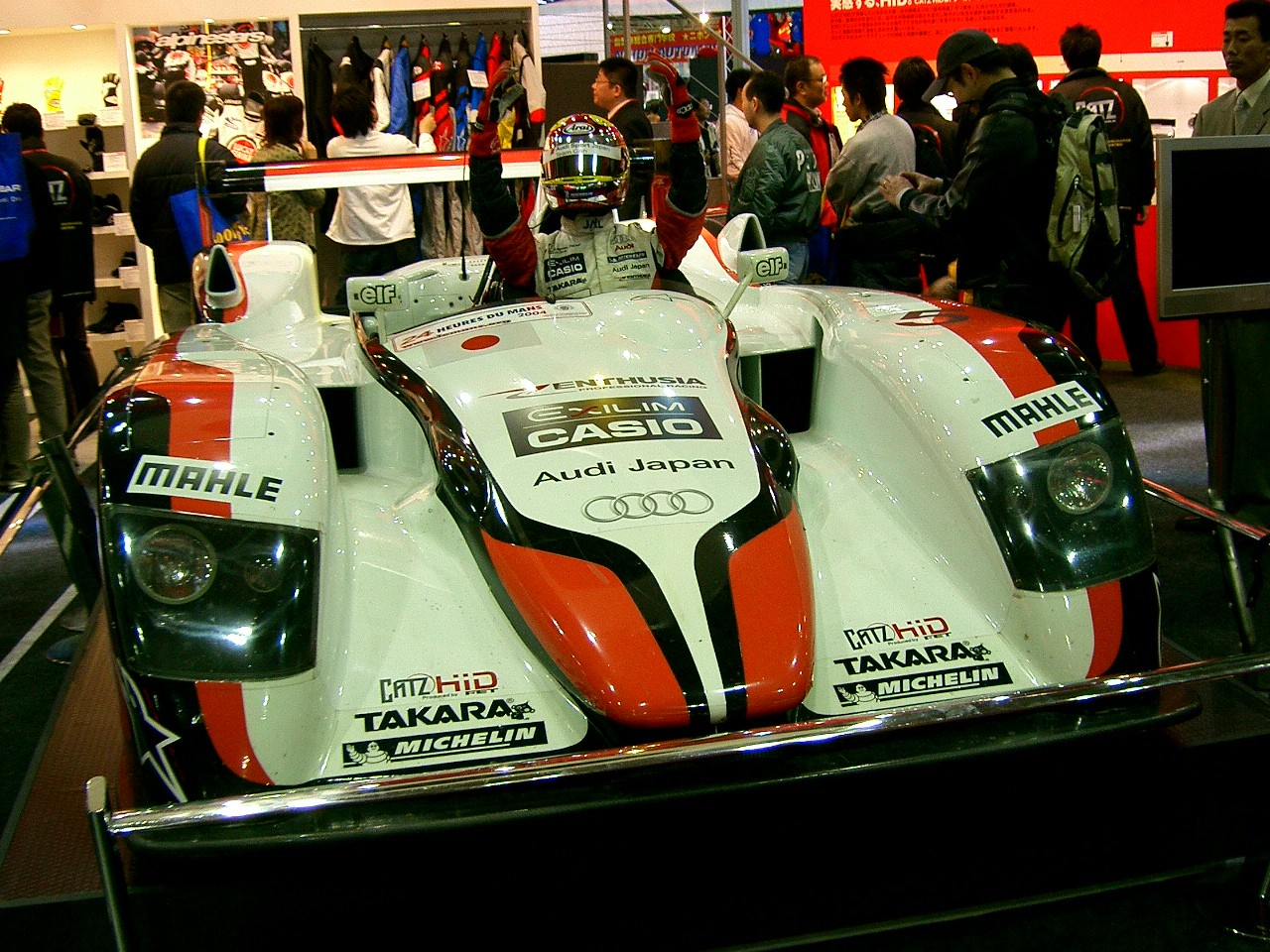
R15

아우디는 다양한 자동차 경주 대회에 참가해왔다. 자동차 경주에 관한 아우디의 전통은 1930년대의 아우토 우니온 시대부터 시작되었다. 1990년대 아우디는 투어링과 수퍼 투어링 분야에서 큰 두각을 나타내고 있다.

### 랠리 자동차 경주
1980년, 아우디가 터보차저(turborcharger)가 장착된 4륜구동 아우디 콰트로(Quattro)를 발표하면서 각종 랠리 대회에서 우승을 차지했다. 아우디 콰트로는 가장 주목받는 랠리 자동차 중 하나로 평가받았는데, 4륜구동을 사용할 수 있다는 자동차 경주 규칙을 처음으로 적용한 차였기 때문이었다. 당시의 많은 비평가들은 4륜구동 경주용 자동차가 무겁고 복잡해서 랠리 자동차 경주에는 적합하지 않다고 여겼다. 그러나 아우디 콰트로는 처음 랠리 경주에 참가하여 곧바로 우승을 이끌어 냄으로써 이러한 의구심을 불식시켰다.
1984년, 아우디는 스포츠 콰트로(Sport Quattro)를 스웨덴 몬테 카를로 랠리 대회에 출전시켜 1,2,3위의 모든 우승 트로피를 휩쓸었고, 같은 해 월드 랠리 챔피언십에서도 운전자 부문과 제작사 부문에서 모두 우승을 차지했다. 또한 홍콩-베이징 랠리 대회에서도 명예의 전당에 올랐으며, 1985년 미셸 무통(Michèle Mouton)은 스포츠 콰트로 S1을 몰고 월드 랠리 챔피언십에서 우승한 첫 번째 여성 운전자가 되었다. 미셸 뮤통이 출전한 경주는 미국 콜로라도주에 위치한 4,302미터(m)의 파이크 피크(Pikes Peak)를 등판하는 힐 클라임 부문이었다. 이 경주에서 미셸 뮤통은 11시간 25분 39초라는 새 기록을 세웠다. 그러나 1986년 포르투갈에서의 사고로 인하여 아우디는 공식적으로 국제 랠리 자동차 경주에 참가하지 않겠다고 선언했다. 당시 사고는 요아킴 산토스(Joaquim Santos)의 포드 RS200이 도로를 벗어나면서 관중을 덮쳐 3명이 죽고 30명이 부상당한 사고였다.

### 투어링 자동차 경주
1990년에 성공적으로 미국 시장에 진출한 아우디는 유럽으로 다시 눈을 돌려 아우디 V8로 첫 번째 독일 투어링카 마스터즈(독일어: Deutsche Tourenwagen Masters, DTM) 시리즈에 출천한다. 아우디는 포뮬라 자동차 경주용 자동차 제작을 꺼려했기 때문에, 자연스럽게 빠르게 성장하고 있던 투어링 자동차 경주에 관심을 가지게 되었다. 첫 번째로 참가한 대회는 1993년 프랑스 슈퍼투어리즘(French Supertourisme)과 이탈리아 수퍼투리스모(Italian Superturismo)였지만, 다음 해에는 독일에서 열리고 있는 독일 수퍼 투어링카(German Super Tourenwagen, STW)과 또 그 이듬 해에는 브리티시 투어링카 챔피언십(BTCC)에 참가하였다. 4륜구동인 콰트로 시스템의 규정 심사에 고민하고 있던 FIA는 마침내 1998년부터 4륜구동 차를 허용하지 않겠다고 결정하였다. 이에 따라 아우디는 경주용 자동차를 제작해왔던 기술을 포뮬라 자동차 경주가 아닌 스포츠 자동차 경주에 적용하기 시작했다. 2000년까지도 아우디는 RS4만을 가지고 SCCA 스피드 월드 GT 챌린지(SPEED World GT Channenge)에서 시보레 콜벳, 닷지 바이퍼, BMW들과 경쟁해 왔다. 2003년에야 비로소 아우디 RS6로 경주에 참가하여 우승함으로써 다시 한번 아우디 콰트로의 높은 기술 수준을 과시하게 되었다. 심지어 4번의 연속 우승 후, 아우디는 주최측으로부터 자동차 성능에 심대한 영향을 받는 몇가지 제재조치를 받게 될 정도였다. 2002년부터 TT-R로 압트 레이싱(Abt Racing)팀을 지원하고 있던 아우디는 2004년 독일 투어링카 마스터즈(DTM)에 본격 참가하게 되면서 아우디 A4로 조에스트 레이싱(Joest Racing)팀을 지원하게 된다.

### 스포츠 자동차 경주
1999년에 들어서, 아우디는 르망 24시의 LMP900 클래스에 출전하기 위해 아우디 R8을 제작한다. 이 경주용 자동차로 조에스트 레이싱팀과 르망 24시에서 2000년부터 2002년까지 연속 3회 우승을 차지하게 된다. 이 여세를 몰아 아우디는 챔피언 레이싱(Champion Racing)과 같은 자동차 경주팀에게 아우디 R8을 판매하기도 했다. 2003년에는 아우디 엔진을 장착하고 조에스트 레이싱팀 선수가 모는 두 대의 벤틀리 스피드 8이 GTP 클래스에 출전하여 1, 2위를 차지하였고, 3위로는 챔피언 레이싱의 R8이 차지하였다. 2004년 경주에는 LMP900 클래스에서 1, 2, 3위를 모두 아우디 R8이 차지하는 기염을 토했다. 2005년에는 르망 24시의 규정이 까다로와 지면서 아우디 R8도 일부 설계를 변경해야 했다. 일단 공기 흡기가 좀 더 좁아졌고, 마력은 감소되었으며, 무게는 50킬로그램이나 무거워졌다. 그러나 챔피언 레이싱팀의 노련한 선수 덕에 R8은 1위와 3위를 차지했다. 그러나 이 대회를 끝으로 오랜 아우디 R8의 시대는 막을 내렸다. 그러나 2005년 12월 13일 R8의 뒤를 잇는 아우디 R10이 발표되었다. R10은 트윈 터보차저의 디젤 엔진이 장착되어 있고 그 외에도 수많은 새 기능들이 탑재되어 있었다. 아우디는 아우디 R10의 테스트를 위해 2006년 세블링 12시(12 Hours of Sebring) 대회에 출전시켜 우승을 차지했다. 2006년 르망 24시를 위한 준비 대회였던 셈이었다. 2012년 기준으로 아우디는 르망 24시에서 통산 11승을 기록하였다.

### 스포츠카

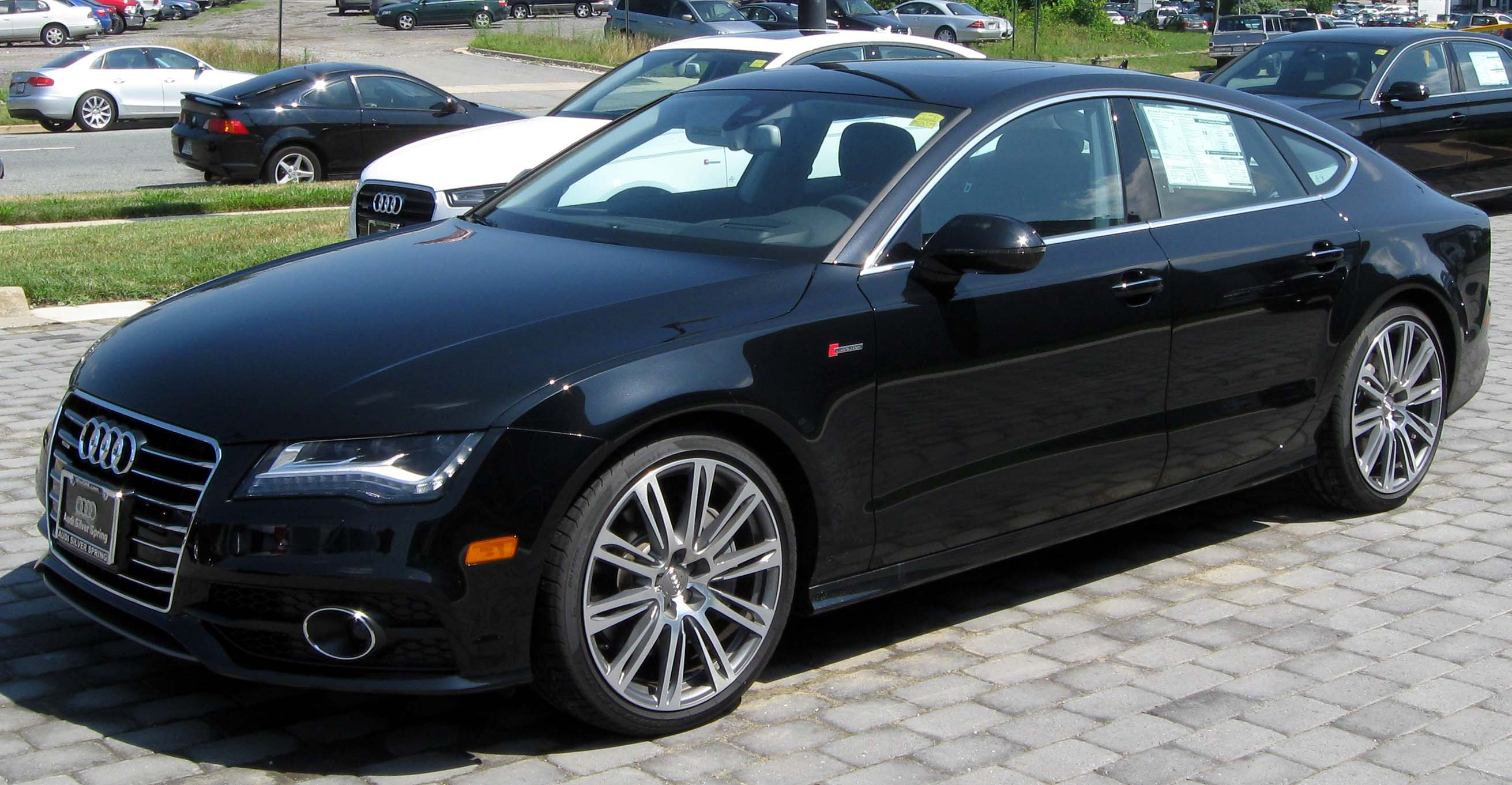
A7

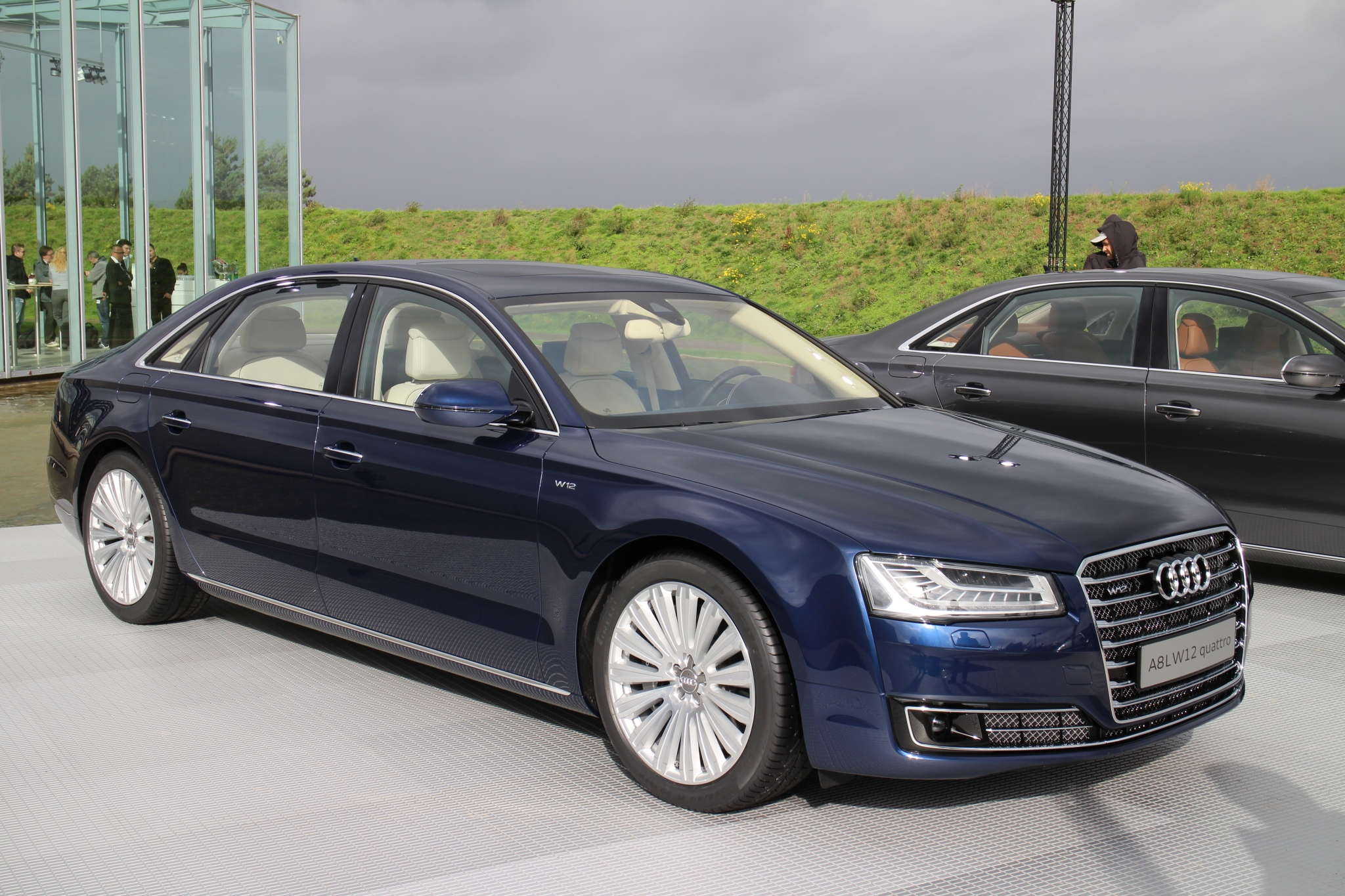
A8

## 판매 차종
| - A8 - A6 - A4 - A3 - A1 - A7 - A5 - Q8 - Q7 - Q5 - Q3 - Q2 - E-트론 - R8 - TT - TTS | - S8 - S7 - S6 - S5 - S4 - S3 - SQ5 - SQ7 - RS3 - RS7 - RS6 - RS5 - RS4 - TT RS - RS Q3 - RS Q8 |

## 유통

### 대한민국
효성물산을 통해 폭스바겐과 함께 수입되었다가 1997년 IMF 사건으로 인해 잠시 철수하였다. 이후 고진모터스를 통해 대한민국에 복귀했으며 아우디폭스바겐코리아가 세워진 이후에는 공식 딜러로 지정되었다. 아우디 AG는 100% 지분율로 2002년 7월 아우디폭스바겐코리아를 설립하여 대한민국 내에서 아우디의 상품을 유통하고 있으며 공식 판매사를 지정하여 판매하고 있다.

### 2회의 리콜
아우디 코리아는 2004년 8월 3일부터 2005년 3월 18일까지 생산된 2005년식 A6의 앞좌석 에어백 제어 프로그램 업데이트 리콜과 2006년 2002년 11월 7일부터 2004년 9월 21일까지 생산된 A8의 운전석 에어백 교체 리콜을 실시하였다.

## 같이 보기
- 아우디폭스바겐코리아
- 폭스바겐 AG
- 콰트로